# 窫窳
窫窳，又写作猰㺄，
是《山海经》及《淮南子》中提到的怪物。根據《山海经》中的描述，窫窳为蛇身、龙首、人面及外形如貔，栖息在弱水之中，食人。於《淮南子》中則提到，在尧时代十日并出时期，曾經有猰㺄为害人類，後來被后羿杀死。
二十八宿中，北宮玄武所屬裡有壁水㺄。

## 相關
- 中國妖怪列表